# Sin destino (novela)
Sin destino o Fateless (en húngaro es Sorstalanság) es una novela de Imre Kertész, ganador del Premio Nobel de literatura de 2002, escrita entre 1960 y 1973 y su primera publicación fue en 1975. Hay traducción al español de Judith Xantus 2001 con revisión de Adan Kovacsis en la editorial Acantilado (edición de bolsillo, Barcelona, 2006, ISBN 8496489434).
La novela es un trabajo semi-autobiográfico que relata la historia del año y medio de un joven Húngaro-judío por múltiples campos de concentración nazis tales como Auschwitz y Buchenwald.